# Andreas Dudith

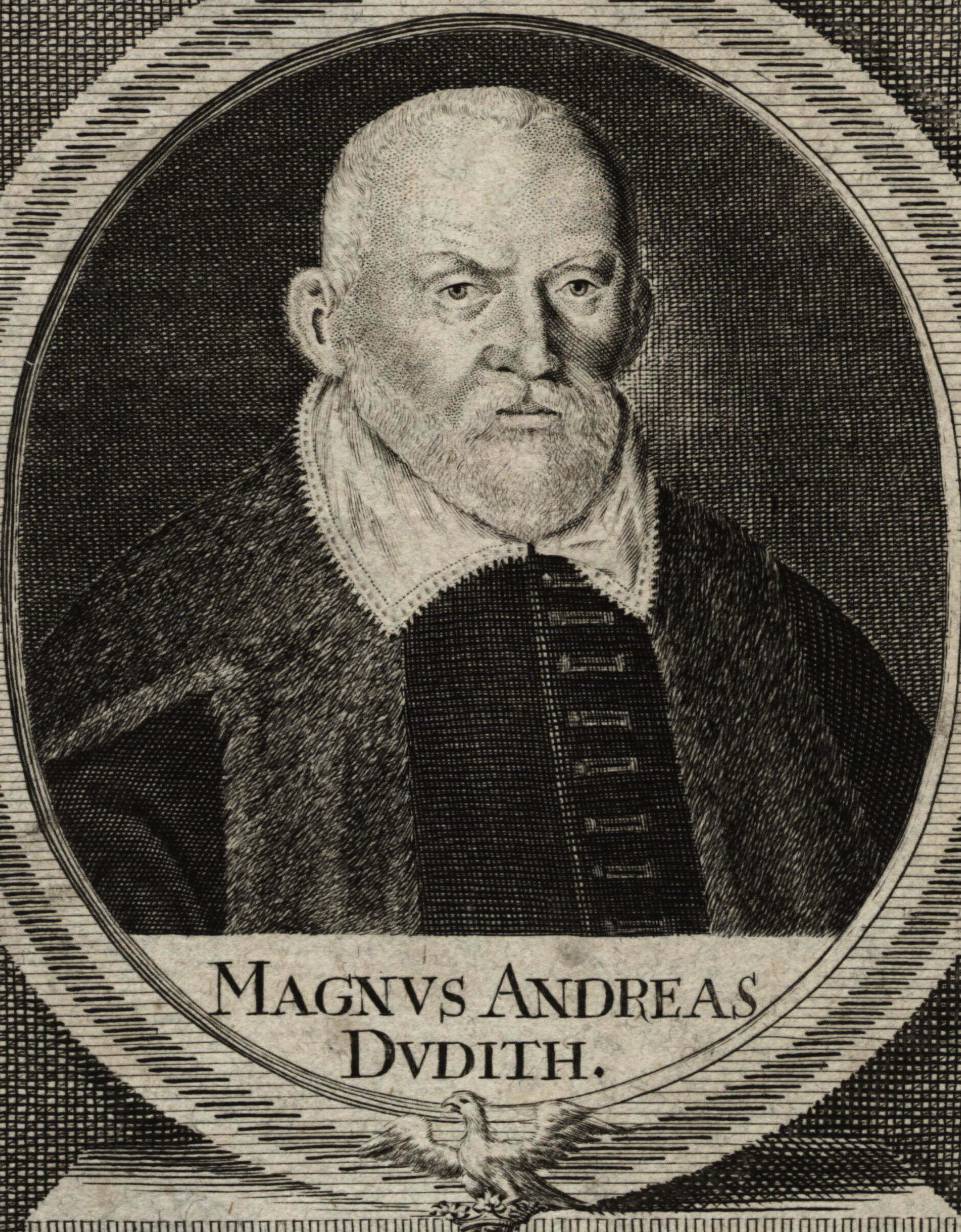
Andreas Dudith von Horehowitza (Andrija Dudić Orehovički)

Andreas Dudith von Horehowicza, auch Andreas Dudith Sbardellati,  Andreas Duditius de Sbardellatus, Andreas Dudelius de Stardelaccis (kroatisch Andrija Dudić, ungarisch András Dudith, tschechisch Ondřej Dudič z Horehovic, polnisch Andrzej Dudycz; * 5. Februar 1533 in Ofen; † 2. Februar 1589 in Breslau) war ein ungarischer Humanist, Bischof, kaiserlicher Diplomat und reformierter Protestant.

## Leben
Dudith wurde in Ungarn geboren und entstammte einem kroatischen Adelsgeschlecht. Seine Mutter, von der sein Beiname Sbardellatus stammt, war eine Venezianerin aus dem Geschlecht der Sbardellati. Er studierte unter anderem in Venedig und Padua. Er war Titularpropst von Felhévíz (bei Óbuda), Weihbischof im Erzbistum Gran und wurde 1560 zum Bischof von Tina (Südkroatien) geweiht. Von 1562 bis 1563 war Dudith Bischof von Csanád. Auf dem Konzil von Trient gehörte Dudith 1562 zu den Befürwortern der Aufhebung des Verbotes der Kelchkommunion für Laien und forderte später auch die Abschaffung des Zölibates. Zwischen 1563 und 1567 wirkte er als Bischof von Fünfkirchen. In diplomatischen Diensten Kaiser Maximilians II. weilte Dudith 1566 am polnischen Königshof in Krakau, wo er sich heimlich mit einer Hofdame verlobte. 1567 reichte er seine Demission vom Bischofsamt ein, trat zum Protestantismus über, heiratete und zog nach Krakau. Papst Pius V. belegte ihn mit dem Bann und ließ sein Bild in Rom öffentlich verbrennen. Als nach siebenjähriger Ehe seine Frau verstarb, schloss Dudith 1574 eine zweite Ehe mit Elżbieta Zborowska, der Witwe des Grafen Jan Tarnowski.
In Krakau setzte sich Dudith für die Wahl Maximilians II. auf den polnischen Thron ein und verließ nach der Krönung Stephan Báthorys Polen. Von Rudolf II. wurde Dudith in den mährischen Freiherrnstand erhoben und kaufte 1578 die Herrschaft Paskau in Mähren. Da ihm das Leben in dem abgelegenen Städtchen und die Bewirtschaftung der Güter nicht behagte, verkaufte er Paskau 1579 und zog nach Breslau, wo er sich wieder wissenschaftlichen Arbeiten zuwandte und einen calvinistisch-humanistischen Gelehrtenkreis um sich versammelte. Dudiths Epitaph, gefertigt von Gerhard Hendrik, befindet sich in der Breslauer Elisabethkirche. Seine Tochter Regina heiratete nach seinem Tod 1595 den polnischen Adligen und Unitarier Hieronymus Moskorzowski.

## Werke
- De Cometis Dissertationes Novae Clariss. Virorum Thom. Erasti, Andr. Dudithij, Marc. Squarcialupi, Symon. Grynaei. Perna, Basileae [Basel] 1580 (slub-dresden.de).